# آب‌انبار باغ نشاط
آب‌انبار باغ نشاط مربوط به دوره قاجار است و در لار، خیابان آیت الله خامنه‌ای پشت اداره پست و بانک مرکزی واقع شده و این اثر در تاریخ ۱۹ مرداد ۱۳۸۴ با شمارهٔ ثبت ۱۲۷۶۴ به‌عنوان یکی از آثار ملی ایران به ثبت رسیده است.